# Nick
Nick er et drengenavn, der er en kortform af Nicklas, Nicholas, Nikolaj eller tilsvarende navne. Især i engelsktalende lande er det almindeligt anvendt som kælenavn, mens det på dansk også er ret almindeligt som givet navn. Sammen med varianterne Nic, Nik og Nich bæres navnet af henimod 2.500 danskere ifølge Danmarks Statistik.

## Kendte personer med navnet
Nogle af nedenstående navne er navngivet med et længere navn, men kendes primært under navnet Nick.
- Nik, dansk musiker fra Nik & Jay.
- Nick Cave, australsk musiker.
- Nick Faldo, engelsk golfspiller.
- Nick Heidfeld, østrigsk racerkører.
- Nick Hornby, engelsk forfatter.
- Nick Hækkerup, dansk politiker og borgmester.
- Nick Lowe, engelsk musiker, sangskriver og producer.
- Nick Mason, engelsk musiker i Pink Floyd.
- Nick Nolte, amerikansk skuespiller.
- Nick Rhodes, engelsk musiker i Duran Duran.

## Navnet anvendt i fiktion
- Næsten Hovedløse Nick er en figur i Harry Potter-universet.
- Dr. Nick Riviera er en figur fra The Simpsons.
- Tak fordi du kom, Nick er en dansk film fra 1941 instrueret af Svend Methling.
- Nick er en af hovedpersonerne i Deer Hunter fra 1978. Han spilles af Christopher Walken.

## Andre anvendelser
- Et nick er forkortelsen for "nickname", et brugernavn, som man kan have f.eks. på Internettet.
- Stevie Nicks er en amerikansk sanger kendt fra Fleetwood Mac.